# Liste de peintres suédois
Voici une liste de peintres suédois classée par ordre alphabétique.
- Haut – A
- B
- C
- D
- E
- F
- G
- H
- I
- J
- K
- L
- M
- N
- O
- P
- Q
- R
- S
- T
- U
- V
- W
- X
- Y
- Z

## A
- Johan Axel Gustaf Acke (1859-1924)
- Ottilia Adelborg (1855-1936)
- Sophie Adlersparre (1808-1862)
- Ivan Aguéli (1869-1917)
- Arvid Ahlberg (1851-1932)
- Ester Almqvist (1869-1934), pionnière de la peinture expressionniste
- Dietrich Andre (1680-1734)
- Vicke Andrén (1856-1930)
- Ivar Arosenius (1878-1909)
- Daniel Åslund (1826-1885)
- Elis Åslund (1872-1956)
- Axel Axelson (1854-1892)

## B
- Karl Backman (né en 1970)
- Richard Bergh (1858-1919)
- Eugène de Suède (1865-1947) - prince suédois et norvégien ; Peintre accompli, il fut un important mécène de nombreux artistes.
- Sven Blomberg (1920-2003)
- Nils Blommér (1816-1853) - appartient au mouvement romantique.
- Charles Boit (1662-1727) - peintre sur émail.
- Gustav Bolin (1920-1999)
- Axel Leonard Borg (1847-1916)

## C
- Margareta Capsia (1682-1759) - spécialisée dans les retables et les portraits.
- Pontus Carle (né en 1955) - artiste plasticien
- Otto Gustav Carlsund (1897-1948)
- Charlotta Cederström (1760-1832)
- Gustaf Cederström (1845-1933) - peintre académique
- Pierre Cogell ou Pehr Eberhard Cogell(vers 1734-1812) - peintre portraitiste.

## D
- Michael Dahl dit parfois Dahl l'ancien (1659-1743) - peintre portraitiste.
- Nils von Dardel (1888-1943)

## E
- Anna Maria Ehrenstrahl (1666-1729) - peintre suédoise de style baroque.
- David Klöcker Ehrenstrahl (1628-1698) - peintre portraitiste.
- Marianne Ehrenström (1773-1867)
- Per Ekström (1844-1935) - paysagiste.
- Knut Ekvall (Knut Ekwall, 1843-1912)

## F
- Ferdinand Fagerlin (1825-1907)
- Öyvind Fahlström (1928-1976)
- Nils Forsberg (1842-1934) - spécialisé dans l'histoire et les scènes de genre.
- Lars Fredrikson (1926-1997)
- Peter Freudenthal (né en 1938)

## G
- Anna Gardell-Ericson (1853-1939) - aquarelliste.
- Margareta Christina Giers (1731-1796)
- Lorens Gottman (ou Lars Gottman, 1708-1779)

## H
- Jacob Hägg (1839-1931)
- Adélaïde Victoire Hall (1772-1844)
- Pierre Adolphe Hall (1739-1793) - miniaturiste.
- Gustaf Erik Hasselgren (1781-1827)
- Kalle Hedberg (1894-1959)
- Carl Gustaf Hellqvist (1851-1890)
- Gustavus Hesselius (1682-1755)
- Anna Maria Hilfeling (1713-1783) - miniaturiste de portrait.
- Carl Gustav Gottfried Hilfeling (ou Carl Gustaf Gottfried, 1740-1823)
- Carl Fredrik Hill (1849-1911)
- Pehr Hilleström (1732-1816)
- Robert Högfeldt (1894-1986)
- Johan Hörner (1711-1763) - portraitiste.

## I
- Bo Irvall (1902-1981)

## J
- Eugène Jansson (1862-1915) - peintre symboliste.
- Arvid Claes Johanson (1862-1923)
- Lars Jonsson (né en 1952)

## K
- Carl Gustav Klingstedt (aussi : Klingstet ou Clinchelet, 1657-1734)
- Johan Philip Korn (1727 ou 1728-1796)
- Johan Krouthén (1858—1932)

## L
- Carl Larsson (1853-1919)
- Nicolas Lavreince (1737-1807) - portraits et peinture d’histoire.
- Erik Wilhelm le Moine (1780-1859)
- Bruno Liljefors (1860-1939)
- Gustaf Lundberg (1695-1786) - peintre pastelliste et portraitiste rococo.
- Evert Lundquist (1904-1994)

## M
- August Malmström (1829-1901)
- Louis Masreliez (1748-1810)
- Olga Milles (1874-1967)

## N
- Jenny Nyström (1854-1946)

## O
- Bengt Olson (né en 1930)
- Allan Österlind (1855-1938)

## P
- Elisabeth Palm (1756-1786)
- Ulrika Pasch (1735-1796)
- Lorens Pasch le jeune (1733-1805) - portraitiste.
- Benjamin Patersen (1748 ou 1750-1814 ou 1815)
- Georg Pauli (1855-1935)
- Albertus Pictor (vers 1440 - 1509) - fresques d'églises
- Carl Gustaf Pilo (1711-1793) - peintre de cour

## R
- Carl Fredrik Reuterswärd (1934-2016)
- Alexandre Roslin (1718-1793) - portraitiste.
- Gustaf Rydberg (1835-1933) - paysagiste

## S
- Hugo Salmson (1843-1894)
- Erik Sigerud (né en 1977)
- Carl Leopold Sjöberg (1861-1900)
- Monica Sjöö (1938-2005)
- Louis Sparre (1863-1964)
- Simon Stålenhag (né en 1984)
- John Edmund Strandberg (1911-1996)
- Max Walter Svanberg (1912-1994)

## T
- Guillaume Taraval (1701-1750)
- Carl Trägårdh (1861-1899)

## V
- Martin van Meytens (1695-1770)
- Carl Frederik von Breda (1759-1818)
- Ragnar von Holten (1934-2009)
- David von Krafft (1655-1724)
- Philip von Schantz (1928-1998)

## W
- Carl Bernhard Wadström (1746-1799)
- Bror Jacques de Wærn (1927-2013)
- Ellis Wallin (1888-1972)
- Adolf Ulrik Wertmüller (1751-1811) - portraitiste.
- Fredric Westin (1782-1862) - peintre d'histoire et de portrait
- Edvard Westman (1865-1917)
- Carl Wilhelmson (1866-1928)
- Mårten Eskil Winge (1825-1896) - spécialisé dans la mythologie nordique.

## Z
- Anders Zorn (1860-1920)